# Gesindemarkt
Der Gesindemarkt (Dingmarkt, in Luxemburg Kënnerchesmaart) war bis in die 1870er Jahre eine Form der Arbeitsvermittlung für Gesinde (Knechte und Mägde).
Die Gesindemärkte fanden traditionell im Dezember statt, weil traditionell an Lichtmess (2. Februar) die Arbeitsvereinbarungen ausliefen.
Bis zum Beginn der 1870er Jahre gab es solche Märkte noch in Bitburg, Wittlich, Wetteldorf bei Schönecken, in Neuerburg, Cochem und Münstermaifeld.
Das Gesinde stand dann am Markttag unter freiem Himmel auf dem Platz und bot seine Dienste an. Es gab unter anderem Meisterknechte, Unterknechte, Meistermägde, Untermägde, Hütejungen, Küchenmädchen, Erstmägde, Pferdeknechte, Kuhmägde.
Die Bezahlung war schon damals festgelegt, wie heute bei Tarifverträgen. Es bekamen z. B. die Erstmagd 60 Taler, 75 Taler und zwei Paar Schuhe der Meisterknecht.
Der Vertrag wurde mündlich geschlossen und durch Handschlag besiegelt.

## In der Literatur
Bertolt Brecht lässt in seinem Theaterstück Herr Puntila und sein Knecht Matti beide auf einen Gesindemarkt gehen, um dort neue Arbeiter anzuheuern.
Auch in der Oper Martha von Friedrich von Flotow kommt im ersten Akt ein Gesindemarkt vor.